# Guillaume des Auberis
Guillaume Des Auberis, ou Desauberis, est un professeur au collège d'Harcourt, puis au Collège royal de France, mort en 1668.

## Biographie
On connaît peu de chose de la vie de Guillaume Des Auberis. On ignore le lieu de sa naissance. Il est cité dans un acte de vente d'un terrain comme professeur de sixième au collège d'Harcourt en 1639. En 1665, il est professeur de philosophie grecque et latine au collège royal de France et professeur au collège d'Harcourt d'après l'abbé Goujet.
Guy Patin indique dans une lettre  à Charles Spon du 30 août 1655 que Guillaume Des Auberis a fait sa harangue pour être professeur regius in philiosophicis à la place de M. Jacques Godin (ou Gaudin) qui avait été nommé en 1650. 
En 1660, les professeurs au Collège royal de France sont :
- Maistre Valérien de Flavigny, doyen et professeur du roi, docteur en théologie de la Sorbonne, professeur pour les Saintes Lettres et la langue hébraïque,
- Maistre Jean Banneret, docteur en théologie de la Sorbonne, professeur pour les Saintes Lettres et la langue hébraïque,
- Maistre Jean Tarin, docteur ès droits, avocat en parlement, professeur pour l'éloquznce et l'histoire,
- Maistre Philippe du Bois, maistre ès arts, professeur de lettres grecques,
- Maistre Jean Chartier, docteur en médecine et médecin du roi, professeur pour la chirurgie et les fièvres,
- Maistre Pierre Padet, licencié en théologie de la Sorbonne, provisuer du collège d'Harcourt, professeur pour la philosophie grecque,
- Maistre François du Monstier, licencié et théologie de la Sorbonne, chanoine de l'église de Rouen, , procureur fiscal de l'Université de Paris, professeur pour la langue et l'éloquence latine,
- Maistre Sergio Gamerio, prêtre  du Mont-Liban, interprète du roi, puis archevêque de Damas, professeur pour les langues arabique et syriaque,
- Maistre Jacques Pigis, licencié en théologie du collège de Navarre, professeur pour la langue grecque,
- Maistre Jean Doujat, savant docteur ès droits, avocat au parlement, historiographe du roi, et un des quarante de l'Académie française, professeur pour le droit canon et saints décrets, syndic de la compagnie,
- Maistre Jacques d'Auvergne, professeur pour la langue arabique,
- Maistre Jean-Baptiste Moreau, docteur en médecine de la Faculté de Paris, professeur pour la chirurgie,
- Maistre Guy Patin, docteur en médecine de la Faculté de Paris, professeur pour l'anatomie, la botanique et la pharmacie,
- Maistre Mathurin Denyau, docteur en médecine de la Faculté de Paris, professeur pour la médecine,
- Maistre Guillaume des Auberis, professeur au collège d'Harcourt, professeur pour la philosophie,
- Maistre Gilles Personier de Roberval, professeur pour les mathématiques,
- Maistre François Blondel, professeur pour les mathématiques,
- Maistre Jean Goudoin, professeur pour la langue hébraïque.

Le duc de Beauvilliers a suivi ses cours de philosophie au collège d'Harcourt alors qu'il avait 16 ans.
L'abbé Claude-Pierre Goujet cite Nicolas Tavernier qui en parle avec éloge dans son Panégyrique latin, prononcé à la louange de Louis XIV, imprimé en 1668. Il le met en parallèle avec Louis Noël originaire de Normandie, professeur royal de philosophie, et indique qu'ils brillaient également au collège royal et au collège d'Harcourt. 
Guy Patin indique dans une de ses lettres qu'il est mort en 1668. La chaire occupée par Guillaume Des Auderis est restée vacante pendant presque deux années et Louis XIV a demandé que pour son remplacement elle soit disputée publiquement. Pendant une heure, chacun a eu à parler sur un point différent, trois sur un point tiré de la doctrine d'Aristote, le quatrième sur la "prétendue" nouvelle philosophie de Descartes. Elle a été adjugée à Pierre Nyon. Par testament, il a fait don de 1 175 livres au collège d'Harcourt.

## Manuscrit à la Bibliothèque nationale de France
- Ethica seu philosophia moralis tradita, a. d. Desauberis, 1658